# Жозеф Бонапарт (залив)
Жозеф Бонапарт (Джоузеф Бонапарт, на английски: Joseph Bonaparte), наричан още залив Бонапарт, е голям залив в югоизточната част на Тиморско море, разположен край северния бряг на Австралия, между полуостровите Тасман на югозапад и Арнхемланд на изток. Югозападните му брегове попадат в щата Западна Австралия, а източните и югоизточните – в Северната територия. Ширината на входа му, между носовете Талбот (на запад) и Чарлз на североизток е 420 km, вдава се в сушата на 240 km, а максималната му дълбочина е 98 m.

## Географска характеристика
Бреговете на залива са ниски, на места заблатени, изпъстрени с многочислени вторични по-малки заливи – Кембридж (на югозапад), Куинс Чанъл (на югоизток) и др. В него се вливат множество реки: Дейли (от изток), Фицморис и Виктория (от югоизток), Орд, Пентекост и Дюрак (от югозапад). Приливите са полуденонощни, с височина до 8,4 m. Бреговете му са почти безлюдни. На югоизточния му бряг е създаден аборигенски резерват. През последните години по дъното на залива са открити промишлени залежи на нефт.

## Историческа справка
Част от бреговете на залива Жозеф Бонапарт са открити от Холандският мореплавател Абел Янсзон Тасман (на нидерландски: Abel Janszoon Tasman) през 1644 година. През 1803 година, френският морски капитан Никола-Тома Боден, командир на кораба „Географ“ дооткрива и детайлно картира бреговете му, като го наименува в чест на Жозеф Бонапарт, брат на Наполеон I и крал на Неапол и Сицилия от 1806 година до 1808 година, а по-късно, крал на Испания от 1808 година до 1813 година.